# Bifidobacterium animalis
Espèce
Bifidobacterium animalis est une espèce de bactérie lactique de la famille des Bifidobacteriaceae, isolée dans les matières fécales de la plupart des animaux (porcs, rats, poulets, etc.) et des humains. Il existe deux sous-espèces animalis et lactis, la première animalis, isolée des matières fécales du rat et la seconde lactis isolée de celle du poulet et du lapin ainsi que du lait fermenté, des égouts et récemment des selles humaines.
Les propriétés probiotiques de deux souches lactis DN-173010 et lactis BB-12 ont été très étudiées. Elles entrent dans des produits commerciaux répandus.

## Étymologie et historique de la taxonomie
Le nom de genre Bifidobacterium dérive du latin bifidus « fendu, partagé en deux » et du latin scientifique du XIXe siècle bacterium « bactérie ». Le terme de latin scientifique bacterium a été créé par Christian Gottfried Ehrenberg en 1838 à partir du latin bacterium « bâton » et traduit en français par « bactérie ».
L’épithète spécifique animalis est le génitif sing. du nom latin animal qui signifie « être vivant, animal ».
En 1969, Mitsuoka proposa de nommer Bifidobacterium longum subsp. animalis une bifidobactérie qu’il isola de la matière fécale de cochons, poulets, rats et cochon d’Inde.
En 1974, Scardovi et Trovatelli élevèrent cette sous-espèce (B. longum Reuter subsp. animalis Mitsuoka biotype a) au rang d’espèce Bifidobacterium animalis (Mitsuoka) comb. nov, en raison de sa dissemblance génétique avec B. longum subsp. longum.
Cette espèce B. animalis fut par la suite subdivisée en deux sous-espèces animalis et lactis par Masco et al. en 2004, sur la base de données génotypiques et phénotypiques.
- B. animalis subsp. animalis, isolée dans les matières fécales du rat et identifiée en 1969 par Mitsuoka, ne croît pas dans le lait.

Elle se caractérise par une mauvaise tolérance de l’oxygène, une faible aptitude à survivre à l’acidité et à la bile (comparée aux bactéries lactiques) et est potentiellement pathogène (inflammation du côlon chez le rat)
- B. animalis subsp. lactis, isolée et identifiée en 1997 par Meile et al., est l’espèce de bifidobactéries la plus communément isolée dans les produits laitiers[n 1].

Elle possède une bonne tolérance à l’oxygène, une bonne résistance à l’acidité et à la bile, adhère à la mucine intestinale et croît dans le lait - autant de propriétés favorables pour entrer dans la fabrication de produits commerciaux à visée probiotique. Deux souches commerciales BB-12 et DN-173010 ont été très étudiées et sont souvent utilisées dans des laits fermentés en combinaison avec les ferments lactiques du yaourt.

## Description
Bifidobacterium animalis est une bifidobactérie
- non mobile

- Gram positive

- anaérobie stricte

- non sporulée

- contenant 60,1 % de C+G

- croissant sur gélose TPY d’une manière caractéristique avec la partie centrale élargie. Des branchements peuvent se produire et former des agrégats en croix par l’assemblage de quatre cellules

- fermentant le lactose et la salicyline

Les B. animalis isolées du microbiote fécal des veaux, moutons, rats et cochon d’Inde, sont très similaires aux Bifidobacterium longum auxquelles elles furent d’abord rattachées.

## Génome
Le séquençage complet du génome de B. animalis subsp. lactis BB-12 fut réalisé par Christel Garrigues et al. en 2010. Il est fait d’un seul chromosome circulaire de 1 942 198 pb avec 1 642 gènes encodant des protéines, 4 opérons ARNr, et 52  ARNt. C’est probablement la souche de bifidobactéries la plus étudiée au monde. Depuis, de nombreuses autres souches ont été séquencées.
Son protéome extracellulaire, c’est-à-dire les protéines secrétées par la bactérie dans le milieu de culture, a été étudié. Parmi ces protéines, il a été prédit que 31 exerçaient leur rôle physiologique en dehors de la cellule ou à sa surface. Elles comportent des protéines fixatrices d’oligosaccharides, d’acides aminés, de manganèse, des protéines métabolisant les parois cellulaires. Les fonctions potentielles sont relatives à la formation des fimbriae, l’adhésion au collagène, l’attachement à la mucine et aux cellules intestinales et à l’induction de réponses immunomodulatives.

## Études des propriétés

### Étudesin vitroet sur l’animal
La souche B. animalis subsp. lactis DN-173010 possède une grande capacité de survie dans le tube digestif et manifeste des propriétés probiotiques dans le côlon. Diverses études in vitro et sur l’animal ont permis de définir son profil probiotique.
Dans un milieu simulant l’environnement gastrique, la souche DN-173010 survit parfaitement pendant au moins 90 min (à >109 cfu·g-1) comparée à une autre souche beaucoup moins résistante (<105 cfu·g-1).
Une étude sur les souris a montré que l’administration de B. animalis subsp. lactis DN-173010 a un effet anti-inflammatoire sur la colite (inflammation du côlon). Cet effet est associé à des changements métaboliques du côlon, comme la diminution du pH (acidification) et l’augmentation des acides gras à courte chaîne (des acétates, propionates et butyrates) qui créent un environnement hostile aux Entérobactéries, facteur favorable des colites dans ce modèle.
Une étude de l’effet de la même souche DN-173 010 (associée à un produit laitier) sur un cancer du côlon induit chez le rat, a établi un effet protecteur dans le processus de carcinogenèse. Le traitement permet de réduire l’incidence des cryptes aberrantes, la mutagénicité fécale - effets pouvant prévenir le cancer du côlon.

### Études chez l’humain
Plusieurs études cliniques de B. animalis subsp. lactis DN-173010, ont établi un taux de survie important de cette souche dans l’intestin grêle et le côlon lorsqu’elle est consommée avec un lait fermenté. Dans une étude sur des adultes en bonne santé, des chercheurs ont pu observer un taux de survie postgastrique de B. animalis DN173010 de 80 %, grâce à un tubage permettant de prélever le fluide gastrique. Et avec un tubage atteignant l’iléon, il a été observé que 23 % de la même souche survivait durant son passage à travers l’estomac et l’intestin grêle. Mais, si DN173010 survit lors du transit gastrointestinal, il ne colonise toutefois pas l’intestin.
B. animalis DN173010 accélère le transit intestinal chez les personnes âgées. Pour les personnes souffrant de constipation dans le syndrome de l'intestin irritable, cet effet s’accompagne de bénéfices cliniques. Après 4 semaines, de prise du probiotique, les patients avaient moins de sensation de ballonnement et ont vu leur tour de taille maximale diminuer ainsi qu’une accélération de leur transit intestinal.
Une étude portant sur les femmes enceintes qui reçurent durant 36 semaines de gestation la combinaison Lactobacillus rhamnosus GG, L. acidophilus La-5 et Bifidobacterium animalis subsp. lactis Bb-12, a montré une réduction des incidences allergiques de leurs nouveau-nés, et ceci jusqu’à l’âge de 2 ans.
Beaucoup d’études ont cherché à évaluer l’effet immunomodulateur de B. animalis subsp. lactis BB-12.
Cette souche de bifidobactérie combinée avec Lactobacillus rhamnosus LGG a été testée sur des étudiants, pour évaluer l’effet sur les infections respiratoires des voies supérieures (rhumes etc.) impactant la qualité de vie. Le groupe d’étude a connu deux jours de moins d’infection avec des symptômes moindres que le groupe placebo, ce qui a conduit à un plus petit nombre de jours d’absence en cours.
D’autres études ont donné des résultats contrastés. Signalons, le résultat négatif d’une étude en double aveugle portant sur 71 jeunes adultes, divisés en cinq groupes, recevant des doses de plus en plus fortes de la souche Bifidobacterium animalis ssp. lactis BB-12, associée à Lactobacillus paracasei ssp. paracasei. Aucun effet significatif de la supplémentation en probiotiques ne fut observé sur l’activité phagocytaire des cellules sanguines comparé au groupe placebo. Aucune augmentation de la sécrétion des immunoglobulines IgA fécales ne fut constatée. Ce résultat négatif obtenu sur des sujets jeunes et en bonne santé, n’exclut pas que les bactéries puissent exercer un effet positif sur d’autres groupes bien ciblés.
À la suite d’une demande de la Commission Européenne (EFSA) en 2011, un groupe d’étude de l’Autorité européenne de sécurité des aliments a été chargé de donner une réponse scientifique concernant les allégations de santé de cette souche de bifidobactérie : « Sur la base des données présentées, le groupe spécial conclut qu’il n’y a pas de relation de cause à effet entre la consommation de Bifidobacterium animalis ssp.. lactis Bb-12 et la défense du système immunitaire contre les pathogènes » (compris comme une augmentation de l’activité phagocytaire des granulocytes sanguin). Et il n'y a pas de relation causale avec la diminution des microorganismes gastro-intestinaux potentiellement pathogènes.
Une étude clinique randomisée publié en 2021 a évalué l'effet du yaourt fermenté Qingrun, enrichi en Bifidobacterium animalis subsp. lactis Bl-04, sur les infections des voies respiratoires supérieures (URTI) chez des adultes vivant dans une zone polluée. Pendant 12 semaines, 136 participants ont consommé quotidiennement soit un yaourt témoin, soit le yaourt Qingrun. Les résultats ont montré que Qingrun réduisait significativement l'incidence du rhume  et des syndromes grippaux, ainsi que la durée (1,23 vs. 4,78 jours) et la sévérité des symptômes (3,58 vs. 11,37). De plus, il augmentait les niveaux d'interféron-γ et d'immunoglobuline A sécrétoire, renforçant ainsi l'immunité.

## Produits commerciaux
Danone produit le lait fermenté Activia qui associe les ferments du yaourt Lactobacillus delbrueckii subsp. bulgaricus et Streptococcus thermophilus et ceux de Bifidobacterium animalis ssp. lactis DN173010. Cette dernière souche de bifidobactérie est nommée par Danone de différents noms : Bifidus Actif régularis en France, BL Regularis au Canada, États-Unis, Mexique, Bifidus Digestivum au Royaume Uni etc.
L’entreprise danoise Chr. Hansen commercialise une autre souche de bifidobactérie (Bifidobacterium animalis ssp. lactis BB-12) dans un produit nommé BB-12.